# Ievgueni Golikov
Ievgueni Golikov  (2 mars 1854, Bessarabie - 14 juin 1905) était le commandant du cuirassé Potemkine lors de la rébellion de 1905. Il a perdu la vie lors de la mutinerie.